# El árbol de la vida (película de 2011)
El árbol de la vida (en inglés: The Tree of Life) es una película estadounidense de género dramático, con rasgos de cine experimental y de iniciación, dirigida por Terrence Malick y protagonizada por Brad Pitt, Hunter McCracken, Jessica Chastain y Sean Penn. Estrenada el 27 de mayo de 2011 en cines de Estados Unidos, es considerada una de las películas más notables de la filmografía de Malick. Obtuvo un total de 130 nominaciones, incluidas las de mejor película, mejor director y mejor fotografía en la 84.ª edición de los Premios Óscar, y 116 galardones, entre los que destacan el Premio FIPRESCI, en el Festival de San Sebastián, y la Palma de Oro del Festival de Cannes.
La película toma como hilo narrativo conductor la historia de una familia media de Waco, en Texas, en la década de 1950. De entre sus miembros destaca la evolución del hijo mayor y el contraste de la relación de este con sus progenitores, con un padre severo y una madre mucho más amorosa hacia sus hijos. Después de los juegos de la infancia de los tres hermanos, la narración entra en una fase más onírica en la que el Jack adulto, integrado en un entorno urbano de arquitectura contemporánea y tecnología, sigue buscando respuestas sobre el sentido de la vida, en especial tras la prematura muerte de uno de sus hermanos. En su viaje interior accede a un lugar fuera del tiempo donde le esperan sus padres, sus hermanos y sus recuerdos del pasado.
Desplegando un brillante lirismo visual y sonoro, Malick construye con esta película una reflexión poética muy personal sobre la trascendencia existencial del ser humano.

## Argumento
El filme comienza con una cita bíblica en la que Dios pregunta: «¿Dónde estabas tú cuando yo fundaba la tierra [...] entre el clamor a coro de las estrellas del alba y las aclamaciones de todos los Hijos de Dios?». Después, una misteriosa luz vacilante parecida a una llama da paso al hilo narrativo principal, en torno a la familia O'Brien. El matrimonio (Brad Pitt y Jessica Chastain) tiene tres hijos y reside en una casa de las afueras de Waco, en Estados Unidos, a mediados de la década de 1950. La mayoría de las escenas discurren en la época en que los chicos tienen, respectivamente, 11, 9 y 6 años, con el mayor, Jack (Hunter McCracken), entrando en la pubertad. El padre intenta equilibrar su sentido paterno de la disciplina con el amor filial. Se suele mostrar duro y autoritario; aunque a veces reclama cariño, suele comportarse con tiranía y, a veces, con violencia. Por el contrario, la madre está volcada en el bienestar de sus hijos; irradia amor y alegría, juega con ellos y en ocasiones los protege de la ira del padre.
Sin embargo, el hecho que marcará para siempre a la familia se produce diez años después. La madre recibe un telegrama que le informa de que su segundo hijo, R. L., ha muerto. El padre recibe la terrible noticia por teléfono desde su lugar de trabajo, y luego se verá ante el doloroso trance de acudir al aeropuerto a hacerse cargo del féretro con los restos de su hijo muerto. Lo que sigue es una estructura narrativa no lineal fragmentada en la que se alternan los recuerdos de escenas de juegos y felicidad con episodios de dolor y pena —especialmente por parte de la madre— tras la inmensa pérdida. La línea cronológica salta también desde el Waco de los años de 1950 y de 1960 al Houston contemporáneo: Jack es ya un hombre de mediana edad (Sean Penn) que, a pesar de haber hecho carrera como arquitecto y trabajar en un entorno de modernos rascacielos de hormigón y cristal, se muestra como un hombre triste y atormentado por dudas existenciales.
Las escenas cotidianas dan paso a un interludio de imágenes en formato de documental. El segmento, una «fusión de ideas y metafísica sobre la historia del universo» según el supervisor de efectos especiales Dan Glass, muestra la formación del universo, la expansión de las galaxias, el origen de los planetas y el nacimiento biológico de la vida. Entre selvas prehistóricas y en parajes remotos de la joven Tierra entran en erupción los volcanes y aparecen los primeros microbios. También hay lugar para episodios vitales concretos: así, en un acto simbólico de compasión, un dinosaurio decide no devorar a una criatura debilitada que yace a la orilla de un río. Después, un asteroide impacta sobre el planeta. Intercaladas, se oyen las voces en off de la madre y de Jack haciéndose preguntas sobre la existencia. 
De vuelta a la línea dramática convencional, el padre aparece frustrado profesionalmente, ya que él habría querido dedicarse a su verdadera pasión, la música clásica. Cuando tiene que mudarse a otra ciudad, los chicos se sienten más libres y disfrutan del juego con sus amigos y también con su madre. El preadolescente Jack experimenta las primeras punzadas de rebeldía propias de su etapa vital de iniciación. Incitado por otros chicos de su edad, comete travesuras y actos de vandalismo. El cabeza de familia regresa, pero la situación económica no mejora. De hecho, la fábrica acaba cerrando su sede en Waco y toda la familia debe mudarse a un nuevo hogar. Las relaciones entre padre e hijo son tensas, con episodios autoritarios del padre que se alternan con actos de reconciliación.
El último acto vuelve al Jack adulto y a su mundo actual de rascacielos y ascensores. Súbitamente el espectador comienza a presenciar secuencias con tintes oníricos, intercaladas con imágenes de naturaleza y del cosmos, de unos diez minutos de duración. El entorno ha cambiado de forma radical y se ve a Jack, ataviado con la misma indumentaria, avanzando por un terreno árido. Algo desorientado, va siguiendo a una misteriosa muchacha que le precede a cierta distancia. Franquea una puerta sin muros erigida en medio de la nada y, avanzando por un paraje más sinuoso, ahora precedido de su yo adolescente (de nuevo Hunter McCracken), llega a un banco de arena. La gran playa está poblada por una multitud heterogénea de personas (algunas de ellas son identificables por haber aparecido antes en otros momentos del film) que, solas o en familia, deambulan sin rumbo fijo. Entre ellos están sus padres y hermanos tal como los recordaba Jack. El Jack adulto entrega a sus padres al malogrado hermano, R. L., que puede al fin despedirse de ellos. La madre, con una profunda y triste sonrisa, deja ir a su hijo, que se aleja solo por un inmenso salar. Luego, ella misma es reconfortada por la misteriosa guía, y ambas a su vez acarician a la niña del comienzo de la película.
El filme se cierra con una toma desde cámara fija de un puente colgante. La breve secuencia acaba fundiéndose con una luz vacilante similar a la del comienzo.

## Producción

### Origen del proyecto
El germen de lo que luego sería El árbol de la vida había empezado a tomar forma tres décadas antes. Charles Bluhdorn, que dirigía Gulf+Western, la empresa matriz de Paramount Pictures, quedó tan impresionado por «el tono melancólico y los paisajes de ensueño» de Days of Heaven (1978) que ofreció al director un millón de dólares por su siguiente proyecto, fuera cual fuera. El director aceptó y empezó a concebir una historia en torno a la creación, ya fuera en su sentido teológico o evolutivo, al que provisionalmente llamó Q. Según el primer esbozo, la historia comenzaba con un dios dormido que, sumergido bajo el agua, sueña los orígenes del universo.
El acuerdo con Paramount quedó cancelado definitivamente en 1983 con la repentina muerte de Bluhdorn; Malick acabó renunciando no solo a Q, sino a la dirección de películas en general: de hecho, pasaría los siguientes veinte años alejado de la industria cinematográfica, en una actitud de aislamiento que recordaba la del escritor J. D. Salinger.
A mediados de 2007, ya con los planteamientos narrativos definidos, retomó el proyecto: la nueva película fusionaría el viaje cósmico documental de Q con una historia semiautobiográfica centrada en una familia de Texas vista a través de los ojos del hijo mayor. Malick propuso el proyecto a Bill Pohlad, director de River Road Entertainment, que acabaría financiando la película. También en una fase temprana se incorporó el productor Grant Hill, y después lo haría Dede Gardner. Gardner era socio de Plan B Entertainment, la compañía audiovisual cofundada por Brad Pitt.
Se entró después en un turbulento período de seis años repleto de complicaciones con el reparto definitivo y con el montaje; con el cierre de la distribuidora estadounidense Apparition antes de que Fox Searchlight entrara en escena; y con una disputa de última hora sobre si su fecha de estreno en el Reino Unido se adelantaría a la presentación a concurso en Cannes.

### Filmación
El material dramático principal se rodó entre 2008 y 2009. La relación de aspecto final de la proyección, o sea, las dimensiones pretendidas en pantalla, sería de 1,85:1 (o, en números enteros, 37:20), con tres formatos de película fotográfica: 35 mm, 65 mm e IMAX.
Dirigía el equipo técnico de filmación Emmanuel Lubezki, que repetía como director de fotografía después de su participación en la anterior obra de Malick, El Nuevo Mundo (2005), por la que ya había sido nominado al Óscar a la mejor fotografía. Su trabajo en El árbol de la vida le valió de nuevo la nominación, aunque finalmente no logró alzarse con el primer premio.
Ambos querían capturar la vida desde el punto de vista humano, y con ese objetivo primordial en mente establecieron algunas premisas básicas: trabajar con luz diurna, preferiblemente durante la hora dorada; filmar con cámara en mano y con arneses Steadicam; y procurar siempre la máxima resolución de imagen. Lubezki y su equipo tuvieron que aprender a trabajar sin focos. Una de las escasas excepciones fue la escena rodada en el interior de la gran iglesia, en cuya fachada, al otro lado de las vidrieras, los técnicos dispusieron luminarias HMI (basadas en halogenuros metálicos) para garantizar la exposición fotográfica requerida. El diseño de producción, dirigido por Jack Fisk, trabajó también bajo esas premisas y así, por ejemplo, ordenó añadir ventanas adicionales en algunas estancias interiores de la casa real en la que se filmaron las escenas hogareñas de la familia protagonista.
Su estilo de rodaje es muy peculiar. Según el actor británico Eddie Marsan, Malick inventa los diálogos sobre la marcha y pone la cámara en marcha de inmediato, tanto si el actor está preparado como si no. «Filma todo lo posible con luz natural, así que dispones de poco tiempo para hacerlo bien», dice, antes de revelar la siguiente anécdota: Terry acababa de garabatear dos páginas para él; el actor las memorizó y, a poco de iniciar sus frases, el director redirigió la cámara «para tomar un primer plano del maldito pájaro».

#### Localizaciones
La mayoría de los exteriores escogidos para el rodaje se distribuían en torno a un triángulo imaginario en el mapa en cuyo vértice superior estaría Dallas, y en su base el eje Austin-Houston.

##### Línea narrativa convencional (la familia O’Brien en la década de 1950)
Aunque el guion sitúa a la familia O’Brien en Waco (ciudad natal de Malick, situada a medio camino entre Dallas y Austin), la localidad real en la que se rodaron la mayor parte de las escenas de los años cincuenta fue Smithville y sus alrededores. La casa es una vivienda real: el 709 de la calle Burleson, un barrio residencial de esa localidad tejana situada a 72 kilómetros al sureste de la capital del estado, Austin. Para el rodaje se alquilaron varias manzanas de la zona, y allí trabajó y vivió el equipo durante el tiempo que duró la grabación. Las escenas escolares pertenecen al propio colegio local, la Smithville Public School.
Siguiendo hacia el sureste en dirección a Houston, a 32 kilómetros está La Grange. En esta ciudad se filmaron las escenas en las que los hermanos y la madre, durante una visita a la ciudad, presencian el arresto de un presunto delincuente; el edificio más prominente en la escena es el Palacio de Justicia del condado de Fayette.
La iglesia de fachadas blancas donde la familia asiste al sermón sobre las tribulaciones de Job es la New Sweden Church, a unos ocho kilómetros al nordeste de Manor. Destaca su icónica escalera de caracol, uno de los lugares más fotografiados de la zona. El rodaje de interiores de la ceremonia tuvo lugar en la capilla de Acción de Gracias, una pequeña torre en espiral situada unas manzanas al noroeste de Reunion Tower, en Dallas. El vitral corresponde a la célebre vidriera en espiral Glory Window.
La piscina en la que se bañan los O’Brien y donde un chico perece ahogado corresponde al complejo acuático Barton Springs, en el Parque Zilker. Estas instalaciones públicas de recreo acuático se hallan en el área metropolitana occidental de Austin. 
Por último, fue en un edificio neoclásico del centro financiero de la capital (el Downtown), concretamente en el Capitolio, donde se filmó la escena de la sentencia del juicio sobre patentes en el que está involucrado el padre.

###### El árbol
El árbol que preside el jardín de los O’Brien y que da nombre a la película es un gran roble centenario de la especie Quercus fusiformis. El ejemplar, de 65 000 libras (29 483 kg) de peso, no había arraigado en ese terreno: siguiendo instrucciones de Malick, había sido arrancado junto con su cepellón, trasladado en camión desde su ubicación original —una finca situada a ocho kilómetros— y replantado en el lugar del rodaje.

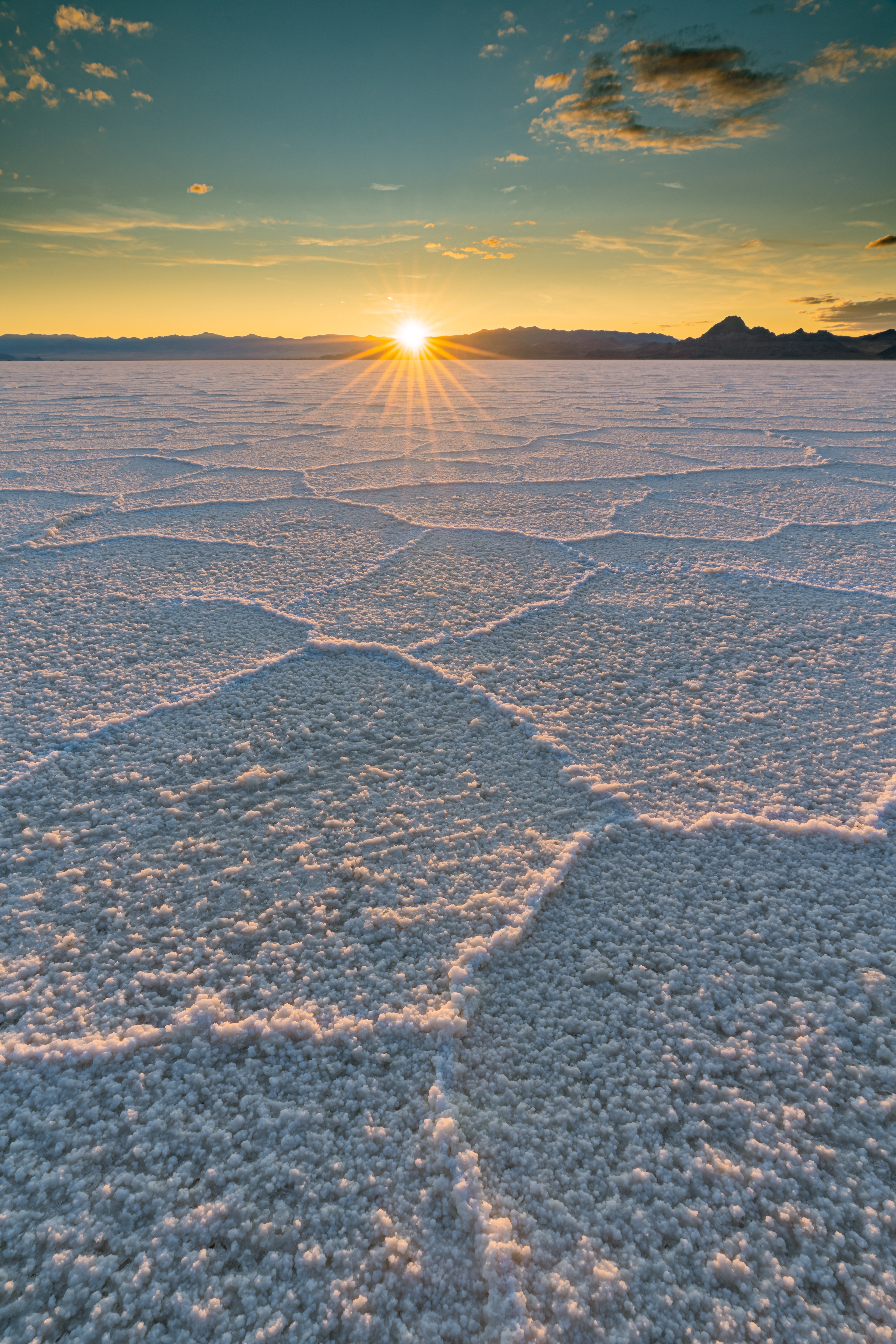
Salinas de Bonneville

##### Línea narrativa no lineal (Jack adulto)
Las escenas que contextualizan la vida cotidiana del Jack adulto fueron filmadas entre grandes rascacielos y lugares públicos de Houston y de Dallas:

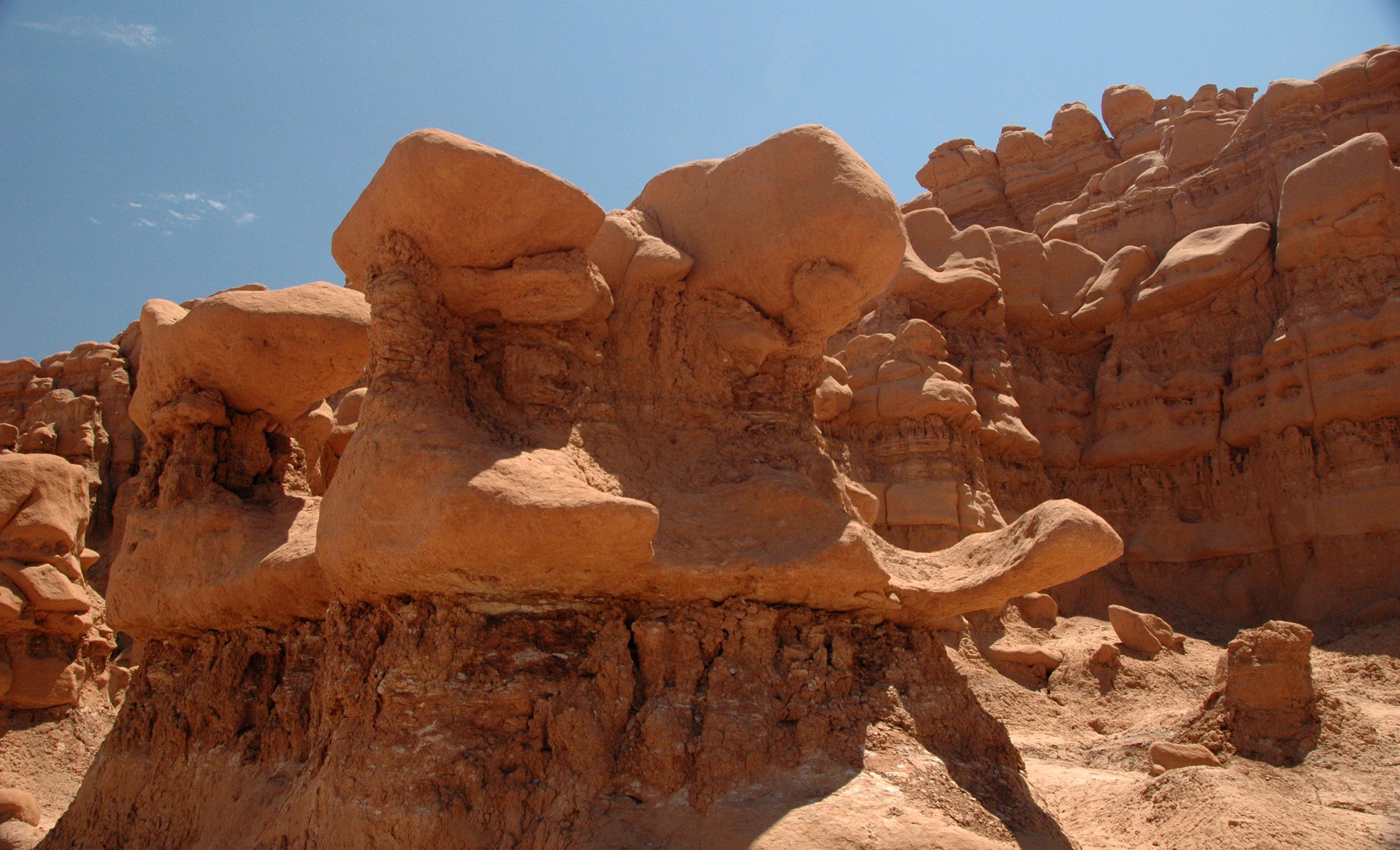
Valle de los Duendes

- En Houston, las oficinas del estudio de arquitectura donde trabaja Jack corresponden a las de una compañía de arquitectura real, Page Southerland Page, en el Enterprise Plaza, con su característico vestíbulo acristalado de ocho plantas de altura. Su despacho tiene vistas al complejo Esperson Buildings (edificio clásico rematado por un «templo» circular con pilares), unas manzanas al noreste; también se incluyó en algunas tomas del Pennzoil Place, un complejo aquitectónico dos torres trapezoidales apenas separadas entre sí tres metros, revestidas con vidrio templado de color broncíneo y aluminio y rematadas con tejados inclinados a 45°.[26]

- Dallas aporta la Reunion Tower. Esta torre forma parte del complejo Hyatt Regency y, con sus 171 metros de altura, alberga el restaurante giratorio Five Sixty. También a esta ciudad pertenece el célebre vitral en espiral Glory Window que se observa al principio de la película.[27]

Las escenas que enmarcan el último acto, Jack reencontrándose con su pasado, se habían tomado en parques naturales de todo Estados Unidos, desde el Valle de la Muerte, en California, al Parque Estatal del Valle de los Duendes, en Utah. Es en los desolados paisajes de este último, con sus extrañas rocas rojas en forma de seta (conocidas como setas rocosas), donde se inician las secuencias oníricas del Jack adulto, quien luego accederá a una inmensa playa donde se reencuentra con su familia del pasado; el lugar pertenece al Parque Natural de bahía de Matagorda, un estuario a 145 kilómetros al sudoeste de Houston. Por último, las blancas planicies por las que se alejan la madre y su hijo fallecido prematuramente corresponden a las salinas de Bonneville, en Utah.

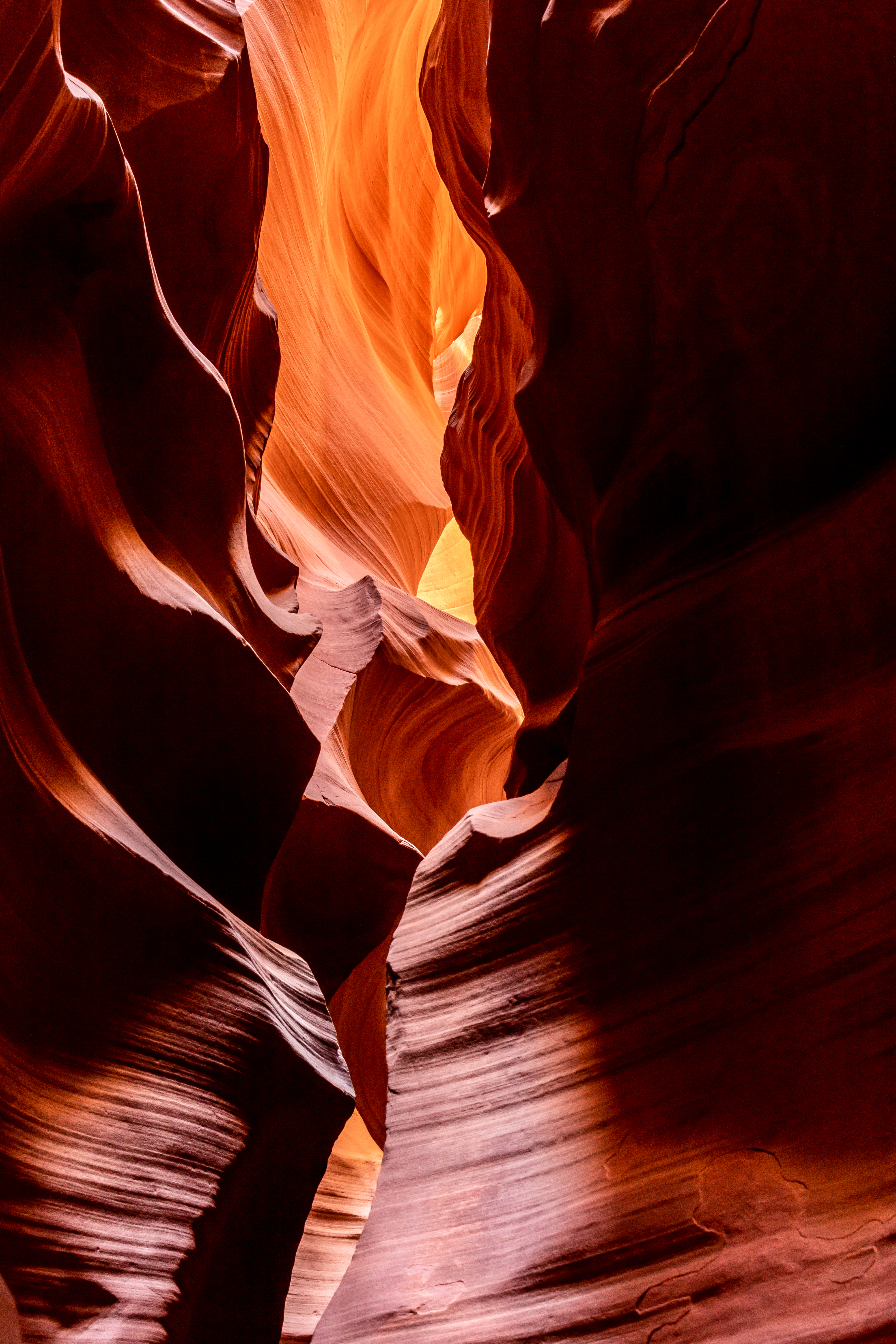
Cañón del Antílope

##### Parte documental
Con las secuencias en formato de documental, Malick pretendía plasmar visualmente «el poema lírico de la creación que había imaginado para Q». Tanto en el segmento largo, de veintidós minutos de duración, como en otros pasajes más breves intercalados entre los propios de la narrativa de personajes, el director toma prestadas imágenes de lugares de todo el mundo célebres por su belleza o su significado simbólico: así, el gran rostro con la boca abierta es el Ogro, una de las monstruosas figuras esculpidas en piedra que forman parte del Bosque Sagrado de Bomarzo, en Italia; también se muestran fugazmente el cañón del Antílope, en Arizona y las colinas alfombradas de la Toscana, también en Italia.
De hecho, ya desde al menos 1979 equipos de filmación venían explorando escenarios de diversos lugares del mundo, como la Gran Barrera de Coral, el monte Etna o la Antártida, o parajes remotos de Alaska, Islandia, Palaos, Hawái o la Patagonia chilena. El resultado es, según algunos críticos, una verdadera «cosmogonía visual»
En la versión final se descartó una gran cantidad de metraje. Entre esta material cabe destacar algunas tomas del Palacio de Versalles, el cual, sin embargo, sí aparece mencionado en los créditos.

#### Puesta en escena
En lugar de preparar concienzudamente el set de rodaje para minimizar imprevistos como suele ser la norma en producciones de gran presupuesto, Malick insistía a su equipo en que debía estar alerta ante los minúsculos gestos, los pequeños detalles, los momentos aparentemente triviales o intrascendentes que se sucedieran entre toma y toma: desde la risotada espontánea de un actor hasta la irrupción de una gran mariposa en el encuadre, pasando por la sutil brisa que comienza a mecer las hojas de un roble; se trataba, en definitiva, de captar, de inmortalizar, la emoción de lo efímero. Procesos naturales como el sol ocultándose al atardecer, el viento o la lluvia no solo no suponían la interrupción del rodaje sino que se incorporaban a la historia. Según Lubezki, a Malick le importaba sobre todo captar las emociones y aproximarse a ellas visualmente, minimizando los diálogos para crear hipnóticas atmósferas de ensoñación. Algunos analistas asocian su forma de concatenar escenas a una especie de sucesión de recortes (collage-like).

#### Efectos visuales
Los camarógrafos de Malick venían explorando escenarios de diversos lugares del mundo con la consigna de estar siempre atentos a fenómenos insólitos, ángulos inusuales o efectos visualmente sugestivos. Así, un experto en efectos especiales recuerda haber encontrado un bosque de árboles muertos y, a partir de ahí, propuso la idea de filmarlo de noche iluminándolo con bengalas adosadas a globos meteorológicos; luego, en posproducción, se añadirían miles de luciérnagas y peces bioluminiscentes. Otra pequeña unidad de grabación acudió a inmortalizar un eclipse en Montana, pero el operador, en lugar de registrar el clásico ocaso, filmó una pradera y buscó el efecto de claroscuro en la sombra de los animales.
El director se puso en contacto con Douglas Trumbull, al que le mantenía una antigua amistad pero que llevaba casi treinta años alejado de Hollywood. Malick le comentó que el aspecto de las imágenes generadas por ordenador no le convencían, ante lo que Trumbull propuso hacerlo «a la antigua, como en 2001».
Para crear el segmento en formato de documental, contó con el especialista Dan Glass. Para plasmar las ideas del director, Glass y su equipo experimentaron con el comportamiento de diversos materiales: humo, bengalas, productos químicos como pintura o tintes fluorescentes o dióxido de carbono; con diversos dispositivos, como platos giratorios; y con procesos de fluidodinámica captados con técnicas de fotografía de larga exposición.

Hicimos cosas como verter leche a través de un embudo en un estrecho canal y filmarla con una cámara de alta velocidad y un objetivo plegado, iluminándola cuidadosamente y utilizando una velocidad de fotogramas que diera el tipo adecuado de características de flujo para que pareciera cósmica, galáctica, grandiosa y épica.
Dan Glass

El equipo también incluía el estudio Double Negative, de Londres. Los efectos basados en fluidos fueron desarrollados por Peter Parks y su hijo Chris, que ya habían trabajado en efectos similares para Darren Aronofsky en La fuente de la vida.

#### Edición y posproducción
Como de costumbre, Malick reunió varios equipos de editores para montar diferentes cortes y para explorar en posproducción líneas argumentales alternativas. Así, en la versión final la familia acababa mudándose de la casa donde los chicos habían vivido su infancia; sin embargo, en otra línea argumental, que sería finalmente descartada, el recorrido por el pasado de los O'Brien se prolonga unos años más: hasta que Jack, tras finalizar la escuela primaria, ingresa en un internado religioso. Se trataba de otro guiño autobiográfico, ya que el propio Malick había ingresado, en 1955, en la St. Stephen's Episcopal School. Recurría además a métodos inusuales de edición. Uno de los montadores, Billy Weber, dijo: «Terry está dispuesto a probar cualquier cosa, absolutamente todo. A veces eliminábamos un personaje de una escena o cortábamos todo el diálogo solo para ver si funcionaba. Y cuando llevas tiempo trabajando con él, puedes incluso intentarlo tú mismo sin preguntar». De hecho, Malick veía con buenos ojos la participación de estudiantes de cine y de becarios.
La posproducción se desarrolló en los estudios de LaserPacific y en los laboratorios de EFILM Digital, en Los Ángeles. La versión para distribuir en cines debía beneficiarse de un DI (Digital intermediate) completo a una resolución de imagen de 4K. «El DI fue muy sencillo; no queríamos alterar lo que habíamos obtenido al grabar», manifestó Lubezki. También estaba prevista una versión extendida, sin cortes, de seis horas de duración.

## Reparto

### Familia O'Brien
- Brad Pitt: padre
- Jessica Chastain: madre
- Hunter McCracken: hijo mayor (Jack), de niño
- Sean Penn: Jack adulto[n. 6]
- Laramie Eppler: hijo segundo (R. L.)
- Tye Sheridan: hijo pequeño (Steve)
- Finnegan Williams: Jack a los 2 años
- Michael Koeth; Jack a los 5 años
- John Howell: R. L. a los 2 años

### Otros
- Fiona Shaw: abuela
- Irene Bedard: mensajera
- Jessica Fuselier: guía
- Dustin Allen: George Walsh
- Brayden Whisenhunt: Jo Bates
- Joanna Going: esposa de Jack
- Savannah Welch: señora Kimball
- Christopher Ryan: prisionero
- Wally Welch: clérigo

## Banda sonora
Lakeshore Records publicó en 2011 la banda sonora. Compuesta por Alexandre Desplat, contiene selecciones y fragmentos de más de treinta piezas, entre ellas obras de Johann Sebastian Bach, Hector Berlioz, Johannes Brahms, François Couperin, Henryk Górecki, Gustav Holst, Gustav Mahler, Wolfgang Amadeus Mozart, Zbigniew Preisner, Ottorino Respighi y Bedřich Smetana. Todas ellas se entrelazan con la ayuda de música original de Desplat. En la ecuación temática entre lo natural y lo divino que plantea el director, la música elegida representa lo invisible, aunque no siempre de forma obvia.

| PISTAS DE The Tree of Life (Original Motion Picture Soundtrack) |                      |          |  |
| N.º                                                             | Título               | Duración |  |
| 1.                                                              | «Childhood»          | 3:41     |  |
| 2.                                                              | «Circles»            | 11:23    |  |
| 3.                                                              | «Clouds»             | 2:59     |  |
| 4.                                                              | «River»              | 3:35     |  |
| 5.                                                              | «Awakening»          | 3:29     |  |
| 6.                                                              | «Emergency of life»  | 3:55     |  |
| 7.                                                              | «Light and darkness» | 8:17     |  |
| 8.                                                              | «Good and Evil»      | 3:15     |  |
| 9.                                                              | «Motherhood»         | 2:04     |  |
| 10.                                                             | «City of glass»      | 3:37     |  |
| 11.                                                             | «Fatherhood»         | 2:49     |  |
| 12.                                                             | «Temptation»         | 6:47     |  |
| 13.                                                             | «Skies»              | 5:18     |  |

Sin embargo, en el montaje final se escuchan solo unos minutos de este álbum. Tanto la película como el avance promocional incluyen otras piezas, como el Moldava de Bedřich Smetana y la Suite n.º 3 de Ottorino Respighi.

## Análisis

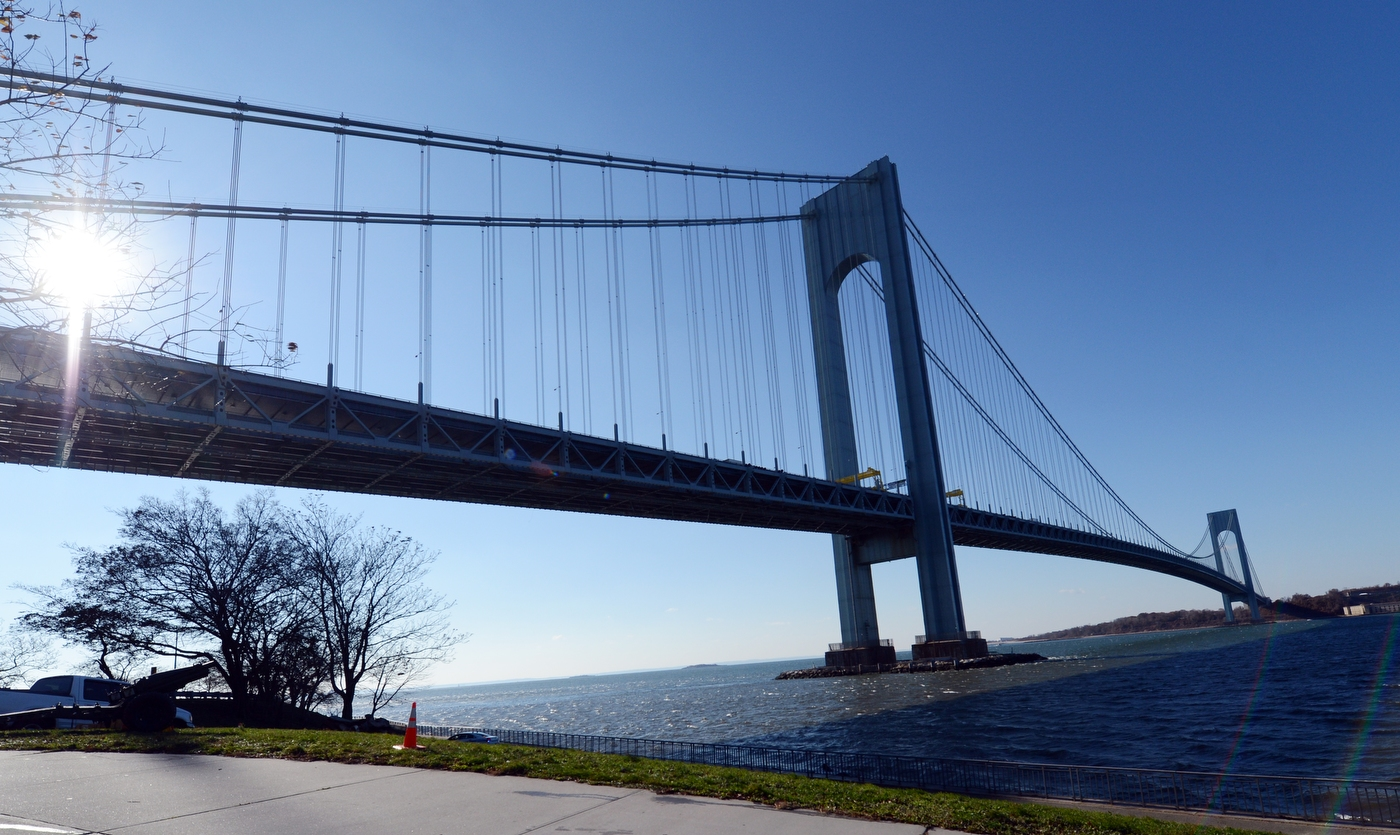
Puente de Verrazano-Narrows

### Rasgos autobiográficos
La parte narrativa convencional de la película, la que se centra en la familia O'Brien, muestra paralelismos con episodios de la propia vida personal y familiar del director. Malick pasó parte de su infancia en Waco, y luego tuvo que mudarse con su familia varias veces por motivos de trabajo del padre. Emil Malick, de origen libanés, trabajaba como ingeniero petroquímico y ejecutivo en la compañía Phillips Petroleum, y era poseedor de varias patentes; además, tocaba el órgano de una iglesia y era director de coro. Exigente y autoritario, aunque no inmune a los afectos, estaba empeñado en que el joven Terrence triunfara «en todos los frentes», lo que llevó a ambos a encendidas discusiones que se prolongarían a lo largo de toda su vida. En contraste, su madre era ama de casa y el chico la adoraba por su «angelical» carácter.
Como Jack, tuvo también dos hermanos menores, pero, en su caso, el trágico destino alcanzó a ambos: uno de ellos se vio envuelto en un grave accidente de tráfico de resultas del cual su esposa falleció y él quedó con graves quemaduras, mientras que el otro, Larry, se suicidó en España, adonde había viajado para tomar clases de guitarra con el maestro Segovia. Emil tuvo que volar a España para hacerse cargo del cadáver. R. L., el hermano fallecido de la película también estaba aprendiendo a tocar ese instrumento.
El propio Malick era muy estricto con su propia familia. Se había casado en 1985 con Michèle Gleason, que tenía una hija fruto de una relación anterior, Alexandra. Según Michèle, «Terry» tenía ideas muy rígidas sobre cómo debía ser la vida doméstica, era muy severo como padre. Un día ambos descubrieron que la chica, que tenía 15 años, se había ido de casa; al parecer, había conseguido que su padre biológico le enviara un billete de avión a Francia.
Sin embargo, al director no le agradaba que se establecieran tales paralelismos. Jim Lynch, amigo de Malick desde el bachillerato, propuso catalogar los tres trabajos sucesivos El árbol de la vida, To the Wonder y Knight of Cups como «la trilogía autobiográfica» dentro de la carrera del autor, Malick protestó. «No quería que la gente pensara que sólo hacía películas sobre sí mismo; él [Malick] hacía películas sobre temas más amplios», recuerda Lynch.

### Temas
El árbol de la vida es una compleja creación cinematográfica que se aleja de los convencionalismos hollywoodienses y de los modelos más comerciales. No sigue las pautas tradicionales de la narración, y el singular punto de vista del autor, del cual surge la reflexión de la película, no fue bien recibido por una parte de la crítica por su carga espiritual y religiosa.
La formación académica en filosofía de Malick permea toda su filmografía, especialmente en El árbol de la vida. Antes de ser director de cine, estudió filosofía en la Universidad de Harvard. Allí ejerció gran influencia sobre él su mentor Stanley Cavell, que venía estudiando en profundidad los retos filosóficos que plantea la experiencia cinematográfica. Ambos estaban fascinados con las ideas del filósofo alemán Martin Heidegger y su obsesión con la dimensión del tiempo. Malick, de hecho, viajó a Alemania para conocerlo y, tiempo después, tradujo Vom Wesen des Grundes, que se publicaría en Estados Unidos como edición bilingüe alemán-inglés con el título The Essence of Reasons.
A nivel temático es la obra más ambiciosa del director tejano, ya que abarca desde el Big Bang hasta la escenificación simbólica de reunión de la humanidad al final de los tiempos. Pero, a diferencia del filósofo alemán, es en las vivencias más triviales de la existencia cotidiana o de la naturaleza, como el viento meciendo un campo de espigas, donde se revela la auténtica divinidad. Esas vivencias van acompañadas a menudo de frases cortas, como susurradas, que parecen interpelar a la deidad creadora. Del mismo modo que el joven Jack no podía entender las acciones de su tiránico padre, el Jack adulto tampoco podía comprender la forma cruel e injusta en que Dios parecía castigar a los buenos y recompensar a los malvados.
Uno de sus ejes temáticos gira en torno a la decisión que, dentro de su libre albedrío, debe tomar cada persona para seguir o bien el camino de la naturaleza o bien el de la divinidad, entre la voluntad del hombre y la crueldad de las leyes de la evolución,  entre el interior lleno de normas y el exterior adonde acude la vida, entre el macrocosmos y el microcosmos, entre la rigidez del padre y el amor de la madre. A este respecto, se ha escrito:

La cinta descansa sobre una ironía amarga: el ser humano, tan accidentado y frágil, es la única forma de vida que se niega a verse a sí mismo como un montón de moléculas. Malick lo deja claro: depende de cómo se viva, la naturaleza dual del hombre le sirve de salvavidas o lo hunde en la desesperación.
Fernanda Solórzano

Se la ha comparado con 2001: A Space Odyssey, no solo por enmarcarse entre planetas y estrellas, sino por sus reflexiones sobre la dimensión metafísica de la conciencia humana. Sin embargo, el lenguaje visual de Malick es, por su capacidad de evocación de los sentimientos humanos, más «emocional», que el de Kubrick. Para Andrew O’Hehir, de Salon, la propuesta de Malick vendría a ser un experimento de «ingeniería inversa del enorme viaje mental de Kubrick»; y especula: «Si el bebé-dios astronauta cósmico del final de 2001 volviera a la Tierra e hiciera una película, sería esta».
Sobre la secuencia de la playa, los analistas han sugerido diversas interpretaciones. La más común apunta a una figuración personal del autor sobre el tránsito al más allá, el fin de los tiempos o la eternidad. Dalton Norman matiza esta apreciación. Para él, lo más probable es que no todas las personas de la playa estuvieran físicamente muertas, habida cuenta de que el Jack adulto, al principio de la película, habla por teléfono con su padre desde la oficina; basándose en ese detalle, Norman propone que toda la escena final vendría a simbolizar un «purgatorio emocional» de duelo en el que habrían quedado atrapadas todas las personas; de hecho, aquellas que son reconocibles por el espectador (como el niño con el cuero cabelludo quemado) muestran la apariencia física que Jack guarda de ellas en su memoria de la etapa en que él era niño o adolescente. Esos minutos finales son una sucesión de imágenes de catarsis y renacimiento: reencuentros, resurrecciones y manos alzadas juntas hacia el cielo entre las que se intercalan campos de girasoles o puestas de sol.
También ha sido motivo de especulación la identidad y lo que representa la misteriosa mujer que aparece fugazmente guiando a los niños en sus primeros años, que precede a Jack por el pedregal, que tiende la mano a alguien resucitando desde su sepultura y, por último, «acoge» espiritualmente a la madre (en sus dos encarnaciones, de adulta y de niña) en su acto alegórico de entrega a Dios. No pronuncia palabra y apenas desvela su rostro: solo se muestran sus manos y la túnica que viste. Desde un enfoque cristiano, el editor Brett McCracken encuentra similitudes con la idea del Espíritu Santo, que primero «pastorea» a los niños hacia «el buen camino» y luego conduce al Jack adulto en su tránsito, con las puertas como símbolo, hacia la fe.
La película comienza y termina con una misteriosa llama de significado incierto: a Robert Koehler, de Variety, le sugirió una «mancha de color yema»; Amy Taubin, en ArtForum, la calificó de «una gran cosa»; Anthony Lane la describió como «destellos de luz insondable»; A. O. Scott, del New York Times, especulaba que solo podía representar al creador»; y Dalton Norman, en Screen Rant, la interpretó como una metáfora visual del antes y el después del mundo tal como lo conocemos. Los fragmentos, que aparecen también intercalados en otros momentos del film, corresponden a la composición lumínica «Opus 161», de Thomas Wilfred, un artista de la luz inventor de la técnica luego conocida como arte lumia. En contraposición con estos efectos visuales, en algunos momentos clave de la narración convencional aparece brevemente una modesta vela con portavelas azul que, por contraste, vendría a simbolizar la fragilidad de la existencia humana.
Justo antes de los títulos de crédito, un «majestuoso» puente bajo el que se ve discurrir la corriente cierra definitivamente el film. El puente, elemento simbólico por excelencia, aludiría, según Kent Jones, a la reconciliación del hijo con el padre, del presente con el pasado y, en definitiva, como síntesis de todo lo narrado, al principio y el fin del Tiempo. Martin Woessner, de Philosophy Today, lo interpreta como la conexión final con la deidad creadora, el mismo gran nexo que Malick había buscado en vano en la filosofía académica.

## Distribución en salas
Junto con las copias distribuidas a los cines, el director había hecho adjuntar una nota con instrucciones concretas para la exhibición. En la nota se pedía al proyeccionista que respetara la relación de aspecto; que se asegurara de que las luces de la sala estuvieran atenuadas al máximo antes del primer fotograma; y que ajustara la luminancia del proyector según unos valores concretos (expresados en pies de Lambert) especificados por él.
A mediados de enero de 2011, un local de Stamford (Connecticut) llegó a exhibir un cartel en el que, tras aconsejar a los espectadores que antes de asistir se informaran sobre la «profundamente filosófica» temática del film y su planteamiento estilístico, advertía de que no reembolsaría el importe de las entradas a aquellos que pudieran sentirse descontentos.Uno de los directivos de la empresa exhibidora aclaró después al sitio web IndieWire que, si bien la respuesta del público venía siendo abrumadoramente positiva, la semana anterior algunos individuos «pocos, pero ruidosos»—  se habían dirigido de manera agresiva al personal para exigirles que se les devolviera el dinero.

## Recepción
Al final de la proyección ante la critica especializada como candidata a la Palma de Oro en el Festival Internacional de Cine de Cannes de 2011, los abucheos se mezclaron con los aplausos, una división de opiniones que algunos atribuyeron a las altas expectativas que había suscitado. Uno de los más desencantados con el resultado fue precisamente Sean Penn, que encarnaba al Jack adulto. El actor californiano declaró al diario francés Le Figaro que no había encontrado en la pantalla la emoción que transmitía el guion, que para él era «el mejor que había leído nunca». Además, reprochaba al director que no le hubiera explicado con claridad qué esperaba de su personaje. En cualquier caso, y a pesar de que él habría optado por un estilo narrativo más convencional, recomienda su visionado, siempre y cuando se acuda a la sala sin ideas preconcebidas, y apostilla: «Depende de cada uno encontrar una conexión personal, emocional o espiritual. Los que lo consiguen suelen salir profundamente conmovidos».

### Críticas profesionales
Como era de esperar a tenor de la trayectoria del director, la cinta fue objeto de atención tanto de los propios portales de información cinematográfica como de los medios generalistas.  
En IMDb obtiene una puntuación de 6,8 sobre 10 una vez computados 184 000 votos de sus usuarios. Entre los usuarios de FilmAffinity, con 52 146 valoraciones, se queda en 5,9 sobre 10. El agregador de críticas Rotten Tomatoes registra una calificación global de «Fresco» para el 84 % de las 290 críticas profesionales y para el 60 % de las más de 50 000 valoraciones emitidas por los usuarios del portal; el consenso general apunta que el estilo de Terrence Malick, si bien puede resultar poco gratificante para algunos, «para los espectadores menos impacientes El árbol de la vida es una delicia tanto emocional como visual». En Metacritic, su índice de aprobación llega al 85 % de las 50 críticas profesionales reseñadas, lo que implica «aclamación universal», y alcanza entre sus usuarios una puntuación de 7,0 sobre 10.
En España, la crítica de cine y escritora Fernanda Solórzano propuso abrir un debate para distinguir lo tedioso de lo contemplativo dentro de la experiencia sensorial cinematográfica; a su vez, reprochaba al público «adicto a las historias claras» su actitud de castigo al cine que «no lleva incluido el manual [de uso]».
En el diaŕio español El País, el crítico Carlos Boyero escribió:

Malick se inventa un lenguaje de artista superior para hablar de la iniciación, del descubrimiento permanente. Su prodigiosa cámara recrea juegos, estados de ánimo, miedos, visiones, enigmas, amores, paisajes, libertad, asombro, dudas, olores, revelaciones que te acompañarán toda tu vida y la lacerante nostalgia de haber vivido alguna vez en un paraíso que se ha perdido. Las relaciones de estos niños entre ellos, con su padres, con las personas y las cosas, con la naturaleza, con los milagros cotidianos, poseen la cadencia, la complejidad, el poder de evocación y la magia de los mejores poemas.

En el mismo periódico, Javier Ocaña calificaba el filme como un «inspirador, casi inabordable, complejísimo, hermoso, trascendental poema en imágenes, (...) una película inmensa no por lo que pasa en ella, sino por lo que te hace sentir». Pablo Kurt, de FilmAffinity, elogia el genio del director norteamericano para «[colocar] la cámara en el lugar donde reposa la belleza». Alessandro Marangio, del sitio web italiano MovieMag, tras desmarcarse de las etiquetas negativas y «precipitadas» que en su estreno la tachaban de pretenciosa o abstrusa —«como corresponde a la obra de un verdadero experimentador», apostilla—, le alaba «el coraje de no darnos una solución, una explicación tranquilizadora». El medio le otorga la máxima puntuación en todos los apartados: Dirección, Temática, Interpretación y Emotividad. A. O. Scott, de The New York Times, también la consideró una de las mejores cintas del año y expresó: «Con una sinceridad desarmante y una confrontación formal sobrecogedora, The Tree of Life reflexiona sobre las preguntas más correosas y persistentes, esas que los adultos no aciertan a responder a los niños». Por su parte, Nick Pinkerton, de The Village Voice, destacó: «Es mejor que una obra maestra —sea lo que sea eso—: The Tree of Life es una erupción de película».
Menos positiva fue la opinión de Sergi Sánchez; el crítico de la revista Fotogramas le otorgó 3 de 5 estrellas, valoración que justificó así: «Es probable que la desmesurada ambición de la película, que nació con la etiqueta de obra maestra grabada en la frente, perjudique sus objetivos». Oti Rodríguez Marchante, para el diario ABC, reconoce en The Tree of Life «una monumental obra cuya mitad, más o menos, son visiones espaciales, aéreas (...) momentos de sublime sensibilidad y de máxima belleza», pero sentencia: «Se deshace el poético azucarillo de Terrence Malick». Más severo aún fue Luis Martínez, en El Mundo, quien destacó en su crítica la «pura ambición autoindulgente» del director; «¿obra maestra o gran fraude?: probablemente, las dos cosas», y concluye: «Raptado [Malick] por una suerte de lírica new age de sonajero, la película apenas acierta a retratar el sentimiento de pérdida con una falta de rigor y de honestidad ciertamente preocupante». Sara Brito, en su crónica para el diario Público desde el Festival de Cannes, tras dejar constancia de la mezcolanda de vítores y abucheos escuchados tras la proyección, describe sus impresiones ambivalentes sobre el relato, que para ella bascula entre «el ridículo» de su visión panteísta del director y lo conmovedor de la microhistoria emocional de los O'Brian». La periodista, por un lado, admira la capacidad del director para captar la pureza de los juegos de los chicos y el amor de la madre en contraposición con la dureza autoritaria del frustrado padre; sin embargo, su balance final, tras tildar de «locura espiritual, hermosa y excesiva, desconcertante y a ratos genial» la propuesta cinematográfica, concluye que «el castillo malickiano tristemente no se sostiene». En la misma línea, Patrick Hutchings, para la revista de filosofía Sophia, la encontró original pero aburrida y «rancia» en su mensaje, y sentenció: «Si Malick se proponía resolver las profundas cuestiones que plantea, puede incluirse en el club de los que no lo han conseguido». Otros la despacharon burlonamente como «El anuncio de seguros más largo del mundo» o con un breve resumen telegráfico: «Un niño que muere. Un dinosaurio. Fin».
El crítico cinematográfico Roger Ebert, del Chicago Sun-Times, tras otorgarle la máxima puntuación, proponía la siguiente analogía.

El retrato de la vida cotidiana, inspirado en los recuerdos de su ciudad natal, Waco, en Texas, está envuelto en dos inmensidades: el espacio-tiempo y la espiritualidad. El árbol de la vida presenta efectos visuales de una belleza sobrecogedora para sugerir el nacimiento y expansión del universo, la apariencia de la vida a un nivel microscópico y la evolución de las especies. El proceso lleva al momento presente y a todos nosotros. Fuimos creados en el Big Bang y, a lo largo de incontables millones de años, las moléculas fueron transformándose en, bueno, usted y yo.
Roger Ebert

El propio Ebert, en una macroencuesta que cada diez años organiza la revista Sight & Sound, incluyó para la edición de 2012 The Tree of Life entre las diez mejores películas de todos los tiempos. La candidatura, sin embargo, no prosperó.
Adam Nayman, en un breve repaso de películas premiadas con la Palma de Oro, escribió en 2020 para The Ringer que la «seriedad pretenciosa» del director podría suscitar la risa burlona de algunos, que ironizan sobre los frecuentes susurros superpuestos y la recreación digital de los dinosaurios. Aun así, concluye el crítico canadiense, el filme, como el antiguo árbol de hoja perenne le da título, resiste y «se eleva espléndido sobre películas menos ambiciosas, es decir, sobre todo lo demás».
El último acto de la película suscitó opiniones encontradas. Mientras que la revista de orientación jesuítica America lo considera «la mejor representación cinematográfica de la resurrección corporal escatológica jamás realizada», otros analistas no son tan indulgentes: Christopher Orr tildó esta «epifanía emocional» de «empalagosa»,a Sergi Sánchez le pareció un «delirio seudomístico» y a Sara Brito le recordaba «un anuncio de fondo de pensiones».

## Premios
Festival de Cine de Cannes
| Año  | Categoría    | Resultado |
| ---- | ------------ | --------- |
| 2011 | Palma de Oro | Ganadora  |

Premios Óscar
| Año  | Categoría        | Persona                                                        | Resultado |
| ---- | ---------------- | -------------------------------------------------------------- | --------- |
| 2011 | Mejor película   | Dede Gardner, Sarah Green, Grant Hill, Brad Pitt y Bill Pohlad | Nominada  |
| 2011 | Mejor director   | Terrence Malick                                                | Nominado  |
| 2011 | Mejor fotografía | Emmanuel Lubezki                                               | Nominado  |